# Picachos de Cabrera
Los Picachos de Cabrera, también denominada Sierra de las Cabreras, es una alineación montañosa que se extiende de NE a SO por los términos de Villena, Sax y Salinas (Alicante).

## Orografía
Está conformada por una serie de cerros de cumbres escarpadas. La altura principal es el vértice geodésico de las Cabreras (869 m s. n. m.), que además sirve de mojón divisorio de los términos de Villena, Sax y Salinas. Al ser tan escarpada, los principales accesos dan al sur, pudiéndose ascender desde Sax y desde la Colonia de Santa Eulalia.